# Opisthoncus keyserlingi
Opisthoncus keyserlingi là một loài nhện trong họ Salticidae. Loài này được phát hiện ở Nieuw-Zuid-Wales.